# Le Brugeron
Pour les articles homonymes, voir Brugeron.

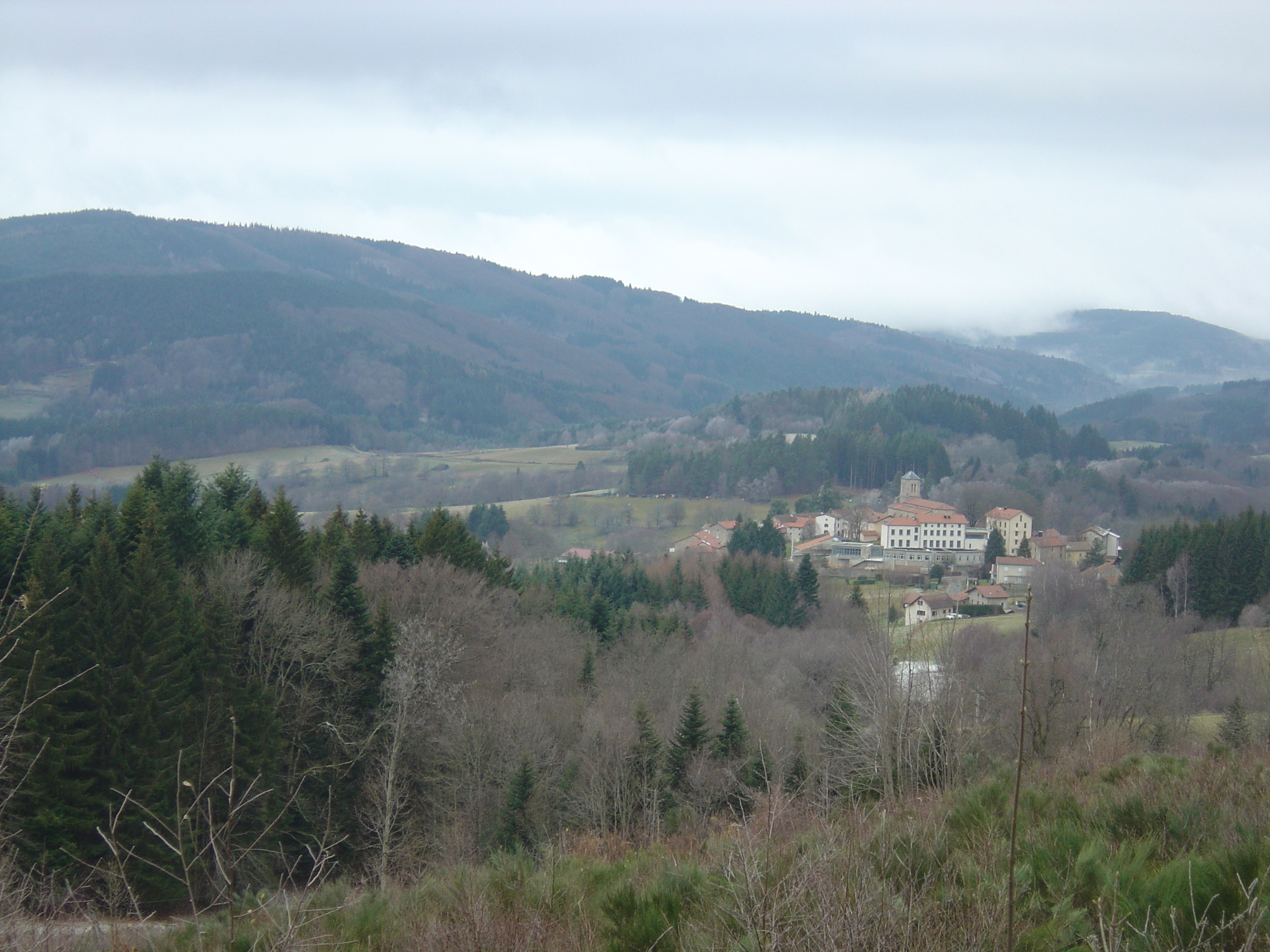
Vue générale du Brugeron, depuis la route qui mène au col du Béal.

Le Brugeron est une commune française située dans le département du Puy-de-Dôme, en région Auvergne-Rhône-Alpes.

## Géographie

### Localisation
La commune du Brugeron est située sur les flancs du Forez.

#### Lieux-dits et écarts
Batadie, Borias, Bougeix, Bourchany, Camelot, Crulhes, Frissonnet, La Barlande, La Cartelade, La Chabrerie, La Gaîtie, La Goutte, La Guimpe, La Marélie, Le Bien du Bas, Le Bien du Haut, Le Grun Batailler, Les Chaux, Les Mines, Les Tuiches, Pont Saint-Esprit, Le Poirier, La Londiche.

#### Communes limitrophes
Six communes sont limitrophes du Brugeron, dont deux dans le département limitrophe de la Loire :
| La Renaudie |          | La Chambonie (Loire)           |
| Olmet       | Brugeron | Chalmazel-Jeansagnière (Loire) |
| Marat       |          | Saint-Pierre-la-Bourlhonne     |

### Climat
Pour des articles plus généraux, voir Climat d'Auvergne-Rhône-Alpes et Climat du Puy-de-Dôme.
En 2010, le climat de la commune est de type climat de montagne, selon une étude du Centre national de la recherche scientifique s'appuyant sur une série de données couvrant la période 1971-2000. En 2020, Météo-France publie une typologie des climats de la France métropolitaine dans laquelle la commune est exposée à un climat de montagne ou de marges de montagne et est dans la région climatique  Nord-est du Massif Central, caractérisée par une pluviométrie annuelle de 800 à 1 200 mm, bien répartie dans l’année. 
Pour la période 1971-2000, la température annuelle moyenne est de 8,8 °C, avec une amplitude thermique annuelle de 15,6 °C. Le cumul annuel moyen de précipitations est de 1 122 mm, avec 12,1 jours de précipitations en janvier et 8,1 jours en juillet. Pour la période 1991-2020, la température moyenne annuelle observée sur la station météorologique de Météo-France la plus proche, « Col de la Loge_sapc », sur la commune de La Chamba à 6 km à vol d'oiseau, est de 7,2 °C et le cumul annuel moyen de précipitations est de 1 273,4 mm,. Pour l'avenir, les paramètres climatiques de la commune estimés pour 2050 selon différents scénarios d'émission de gaz à effet de serre sont consultables sur un site dédié publié par Météo-France en novembre 2022.

## Urbanisme

### Typologie
Au 1er janvier 2024, Le Brugeron est catégorisée commune rurale à habitat très dispersé, selon la nouvelle grille communale de densité à sept niveaux définie par l'Insee en 2022.
Elle est située hors unité urbaine et hors attraction des villes,.

### Occupation des sols
L'occupation des sols de la commune, telle qu'elle ressort de la base de données européenne d’occupation biophysique des sols Corine Land Cover (CLC), est marquée par l'importance des forêts et milieux semi-naturels (82,6 % en 2018), une proportion identique à celle de 1990 (82,6 %). La répartition détaillée en 2018 est la suivante : 
forêts (75,1 %), prairies (11,6 %), milieux à végétation arbustive et/ou herbacée (7,5 %), zones agricoles hétérogènes (5,8 %). L'évolution de l’occupation des sols de la commune et de ses infrastructures peut être observée sur les différentes représentations cartographiques du territoire : la carte de Cassini (XVIIIe siècle), la carte d'état-major (1820-1866) et les cartes ou photos aériennes de l'IGN pour la période actuelle (1950 à aujourd'hui).

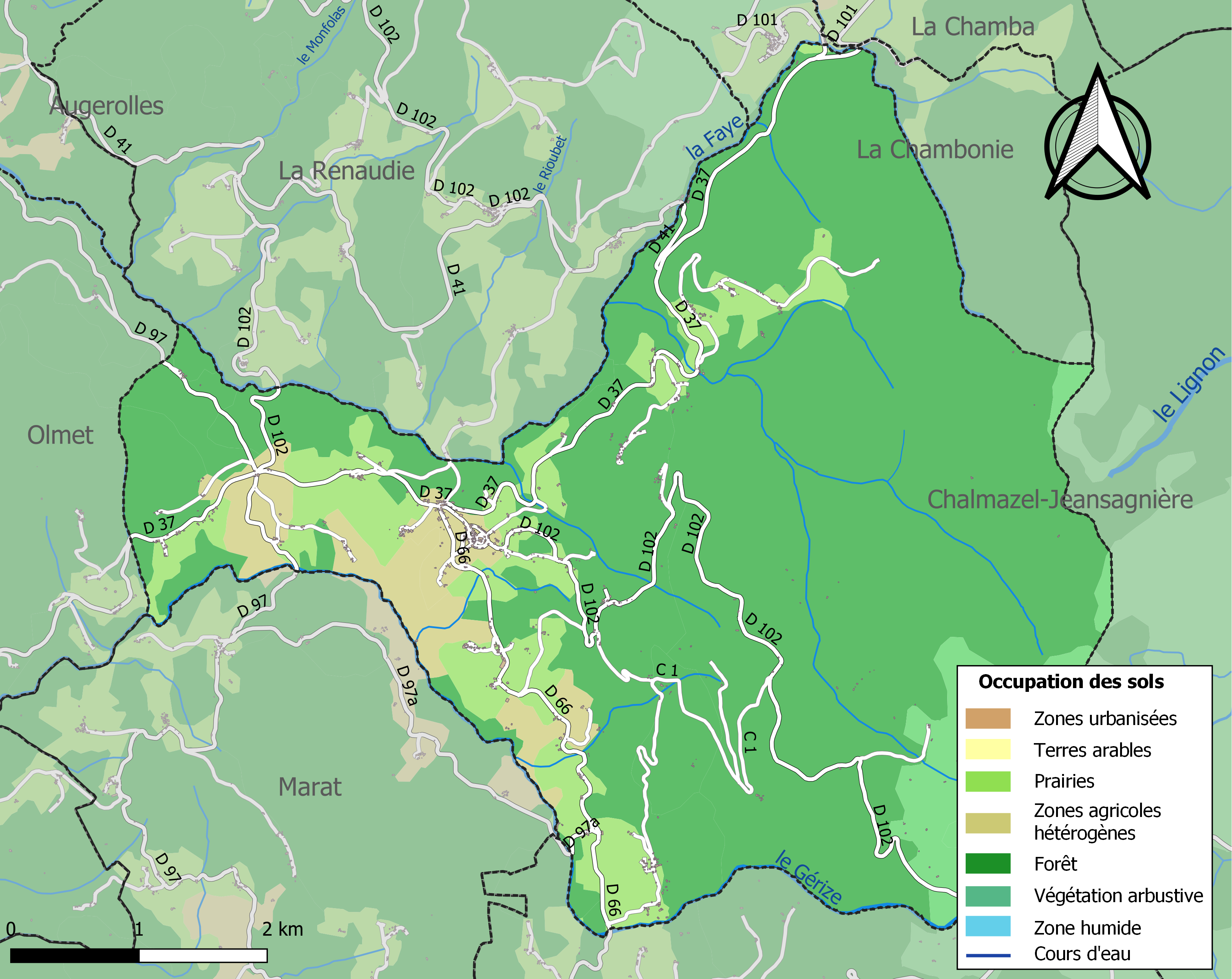
Carte des infrastructures et de l'occupation des sols de la commune en 2018 (CLC).

### Voies de communication et transports
Le Brugeron est relié à Olliergues, situé à 12 km en contrebas par la route départementale 37.

## Politique et administration

### Liste des maires
| Période                                  | Période                   | Identité     | Étiquette | Qualité |
| ---------------------------------------- | ------------------------- | ------------ | --------- | ------- |
| Les données manquantes sont à compléter. |                           |              |           |         |
| mars 2001                                | mars 2014                 | André Besset |           |         |
| mars 2014                                | En cours (au 4 juin 2020) | Roger Dubien | PCF       |         |

## Population et société

### Démographie
L'évolution du nombre d'habitants est connue à travers les recensements de la population effectués dans la commune depuis 1793. Pour les communes de moins de 10 000 habitants, une enquête de recensement portant sur toute la population est réalisée tous les cinq ans, les populations de référence des années intermédiaires étant quant à elles estimées par interpolation ou extrapolation. Pour la commune, le premier recensement exhaustif entrant dans le cadre du nouveau dispositif a été réalisé en 2004.

En 2022, la commune comptait 242 habitants, en évolution de −2,02 % par rapport à 2016 (Puy-de-Dôme : +2,1 %, France hors Mayotte : +2,11 %).
| 1793 | 1800 | 1806  | 1821  | 1831  | 1836  | 1841  | 1846  | 1851  |
| ---- | ---- | ----- | ----- | ----- | ----- | ----- | ----- | ----- |
| 971  | 937  | 1 505 | 1 200 | 1 244 | 1 230 | 1 236 | 1 214 | 1 230 |

| 1856  | 1861  | 1866  | 1872  | 1876  | 1881  | 1886  | 1891  | 1896  |
| ----- | ----- | ----- | ----- | ----- | ----- | ----- | ----- | ----- |
| 1 084 | 1 198 | 1 166 | 1 158 | 1 149 | 1 110 | 1 140 | 1 052 | 1 137 |

| 1901  | 1906  | 1911  | 1921 | 1926 | 1931 | 1936 | 1946 | 1954 |
| ----- | ----- | ----- | ---- | ---- | ---- | ---- | ---- | ---- |
| 1 137 | 1 102 | 1 096 | 942  | 922  | 868  | 869  | 750  | 678  |

| 1962 | 1968 | 1975 | 1982 | 1990 | 1999 | 2004 | 2006 | 2009 |
| ---- | ---- | ---- | ---- | ---- | ---- | ---- | ---- | ---- |
| 638  | 602  | 539  | 411  | 359  | 274  | 266  | 274  | 253  |

| 2014 | 2019 | 2022 | - | - | - | - | - | - |
| ---- | ---- | ---- | - | - | - | - | - | - |
| 250  | 242  | 242  | - | - | - | - | - | - |

## Culture locale et patrimoine

### Lieux et monuments

#### Patrimoine religieux
L'église du Brugeron possède trois harmoniums. En tribune, un harmonium-médiophone Dumont-Lelièvre modèle G, « Petit vertical style Renaissance ». Le haut du meuble cache le système « médiophone ». Le médiophone est constitué de boîtes de résonance spéciales, placées au-dessus de certaines anches, et faisant office de « porte-voix ». Au sommet de cette caisse de résonance, séparés en basse et dessus, des volets commandés par deux genouillères permettent d'ouvrir ou fermer ce médiophone, et donc de faire des nuances séparées entre graves et aigus.
Un autre harmonium possède le système Harmoniphrase (harmonium Dumont-Lelièvre) : c'est un système mécanique (débrayable) qui fonctionne en tirant vers soi légèrement le clavier. Lorsqu'on joue le thème à un seul doigt, l'instrument réalise mécaniquement une harmonisation de ce thème. Cela permet d'écouter comment on réalisait une harmonisation du XIXe siècle du 1er mode. Dans ce système, le clavier devient assez dur, car une seule touche appelle alors plusieurs autres touches pour former les accords. Ces harmoniums étaient proposés en zones rurales, où les personnes qui touchaient l'instrument n'étaient pas nécessairement versées dans la science de l'accompagnement. Évidemment, dans le système Harmoniphrase, l'harmonisation est « note contre note ».
Illustrations sonores
- Aubade d'Alfred Lebeau, interprété par Jean-Luc Perrot sur l'harmonium Médiophone Dumont-Lelièvre du Brugeron.
- Kyrie (messe grégorienne IX) sur l'harmonium Harmoniphrase Dumont-Lelièvre.

### Patrimoine naturel
La commune du Brugeron est adhérente du parc naturel régional Livradois-Forez.

## Archives
- Registres paroissiaux et d'état civil depuis :
- Délibérations municipales depuis :